# Upucerthia saturatior
La bandurrilla de los bosques o bandurrita de bosque (Upucerthia saturatior), también denominada bandurrita saturada, bandurrita araucana, bandurrita negra, o bandurrita del bosque patagónico, es una especie de ave paseriforme perteneciente al género Upucerthia  de la familia Furnariidae. Es nativa de la región andino-patagónica del sur de Sudamérica.

## Distribución y hábitat

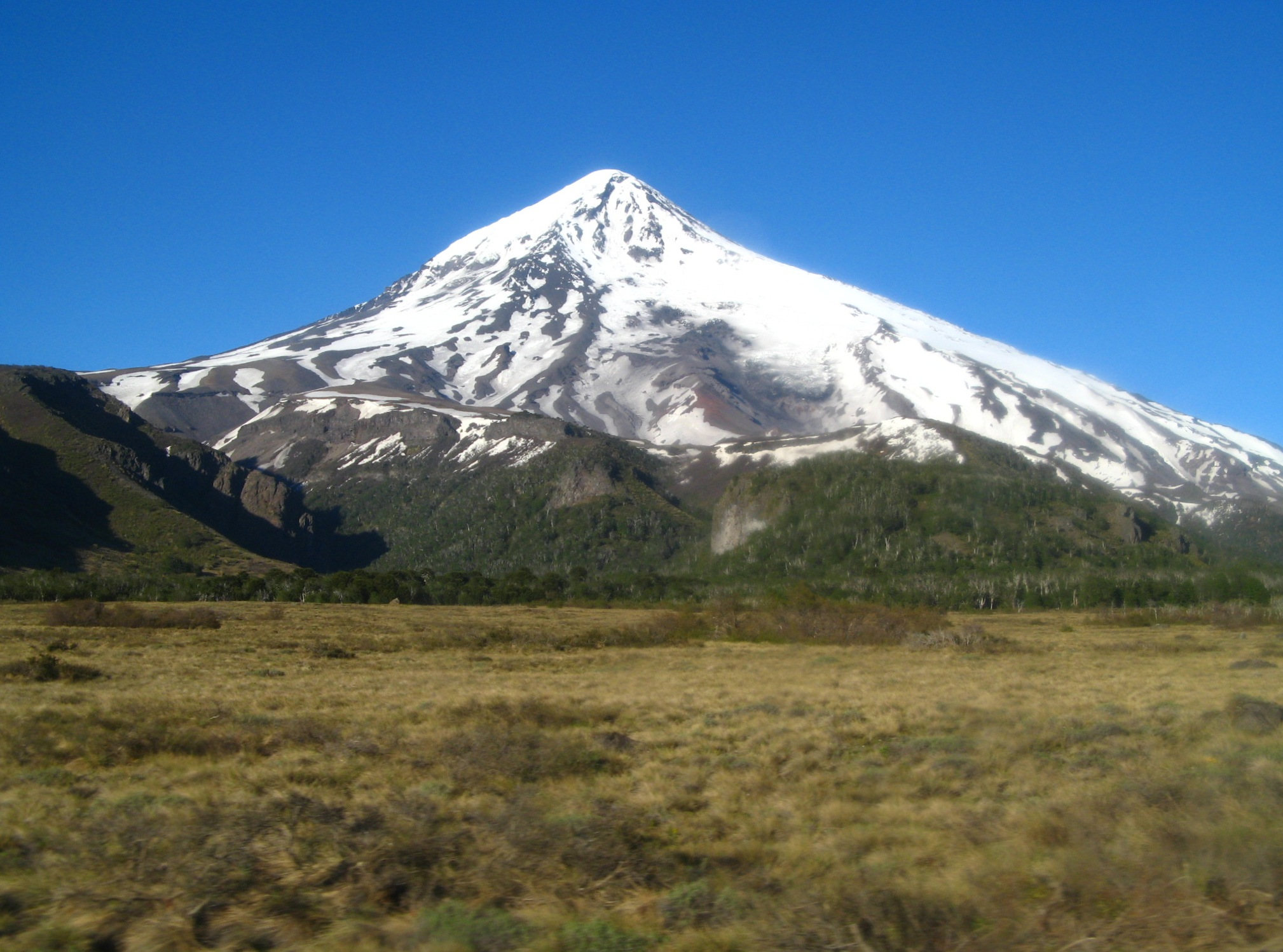
El hábitat de esta especie: pie del volcán Lanín.

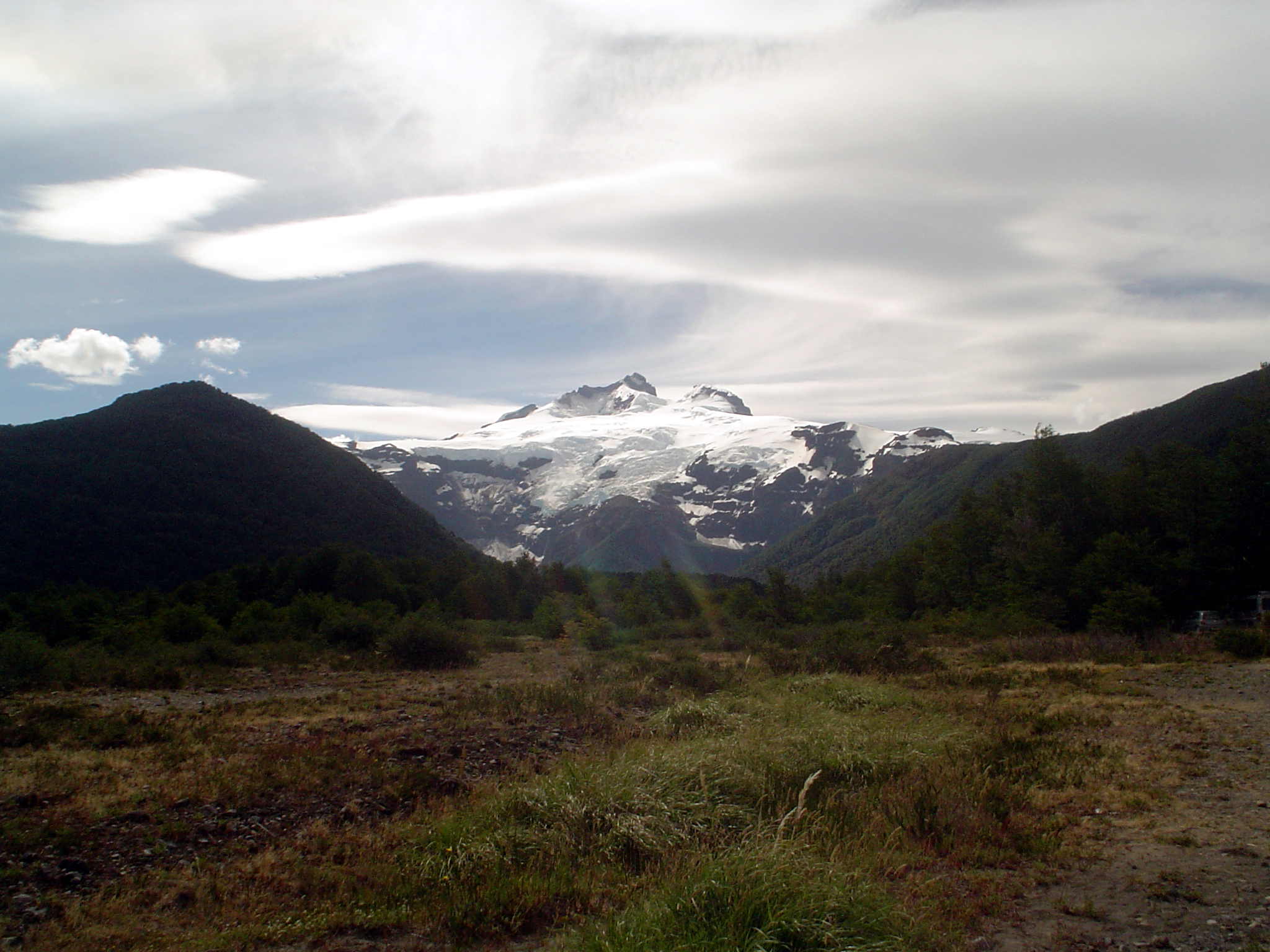
El hábitat de esta especie: Pampa Linda, próximo al cerro Tronador, Río Negro, Argentina.

Esta especie habita en el sudoeste de la Argentina, y en el sur de Chile. Sus hábitats naturales son los matorrales y praderas de montaña que bordean el bosque subantártico.

### En la Argentina
En la Argentina se encuentra en el sudoeste, en la cordillera andina de la Patagonia, en las provincias de: Neuquén —sudoeste—, Río Negro —oeste—, y el noroeste de Chubut.
Localidades argentinas
- Lagunas de Epulauquen
- Paso Pichachén
- Pino Hachado (20 km al oeste de Rahué)
- Sierra de Pilpil
- San Martín de los Andes
- Valle Encantado del río Limay
- Lago Nahuel Huapi
- Lago Moreno
- Lago Escondido en el río Foyel
- El Bolson
- Laguna Espejo
- El Hoyo
- Cholila
- Esquel
- Río Pico

### En Chile
En Chile vive desde la provincia de Los Andes en la Región de Valparaíso hasta la provincia de Palena en la Región de Los Lagos.
Localidades chilenas
- La Ligua
- La Calera
- Concón
- Río Aconcagua
- Olmué
- Costa de Valparaíso
- Quilpué
- Aconcagua
- Casablanca
- Lampa
- Cerros de Curacaví
- Alrededores de Santiago
- Melipilla
- Paine
- San Francisco del Mostazal
- Graneros
- Rancagua
- Peleuquén
- Machalí
- Teno
- Cordillera de Curicó
- Concepción
- Quirihue
- Penco
- Hacienda Gualpencillo
- Paso Pichachén
- Angol
- Lonquimay Pedregoso
- Río Lolen,
- Valle de Lonquimay
- Villa Portales
- Reñaco
- Laguna Gualletué
- Temuco

## Sistemática

### Descripción original
La especie U. saturatior fue descrita por primera vez por el ornitólogo estadounidense William Earl Dodge Scott en el año 1900 bajo el mismo nombre científico; su localidad tipo es: «centro de Chile».

### Etimología
El nombre genérico femenino «Upucerthia» resulta de una combinación de los géneros del Viejo Mundo Upupa (las abubillas) y Certhia (los agateadores), principalmente en referencia al formato del pico; y el nombre de la especie «saturatior», proviene del latín «saturatior, saturatioris»: más ricamente colorido, intensamente colorido.

### Taxonomía
A pesar de descrita como especie plena, luego fue tratada solo como una subespecie de Upucerthia dumetaria por Chapman en 1919, sin hacer un estudio adecuado como respaldo. Posteriormente, continuó siendo considerada solo una subespecie por la mayor parte de los autores durante 90 años. Recién en el año 2009 pudo ser nuevamente elevada al estatus de especie plena, gracias a un profundo estudio comparativo de ejemplares de museo apoyado por trabajo de campo, de Areta y Pearman, el cual concluye que ambos taxones son muy diferentes, y que no hay gradación entre ellos. La separación fue aprobada mediante la Propuesta N° 393 al Comité de Clasificación de Sudamérica (SACC), y corroborada por estudios posteriores de genética molecular.
Es monotípica.

### Diferencias entreUpucerthia dumetariayUpucerthia saturatior
Es posible diferenciar a Upucerthia saturatior de la regionalmente próxima Upucerthia dumetaria por una serie de detalles. 
Vocalizaciones
- El canto de U. dumetaria es un: «pli-pli-pli-pli-pli...» mientras que el de U. saturatior suena a: «p-p-tirik-tirik-tirik-tirik-tirik-tiruk».
- El llamado de reclamo de U. dumetaria es un: «kiip» mientras que el de U. saturatior suena a: «pep».

Morfología
- El plumaje de U. saturatior es más oscuro, mientras que el de U. dumetaria es más claro.
- El tamaño corporal de U. saturatior es más pequeño, mientras que el de U. dumetaria es más grande.
- El pico de U. saturatior es negro y más corto, mientras que el de U. dumetaria es pardo y de mayor longitud.

Comportamiento
- El hábitat reproductivo de U. saturatior es bordes de bosques subantárticos o del centro sur chileno, mientras que los de U. dumetaria son las estepas arbustivas abiertas, y de altura.
- El patrón de las migraciones preinvernales de U. saturatior es trans-andino (oeste este), mientras que el de U. dumetaria es desde el sur hacia el norte.